# Sperrstelle Maloja

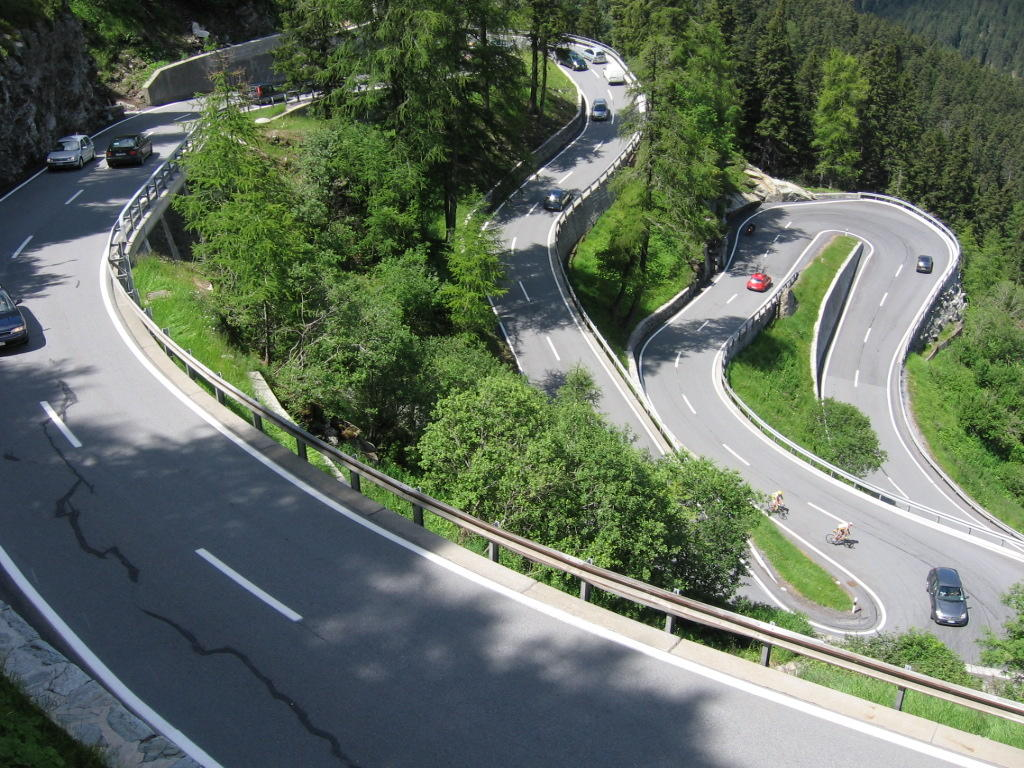
Malojapassstrasse

Die Sperrstelle Maloja (Armeebezeichnung Nr. 1232) war eine Verteidigungsstellung der Schweizer Armee. Die erste Sperrlinie liegt direkt an der Malojapassstrasse, die zweite kurz vor dem Dorf Maloja.
Die Sperre wurde 1939 von zivilen Unternehmen errichtet und gilt als militärhistorisches Denkmal von regionaler Bedeutung. Sie gehörte zur Grenzbrigade 12 und wurde mit der Armee 95 aufgehoben.

## Sperrstelle Maloja
Der erste Saumweg über den Maloja wurde von den Römern angelegt. Der Maloja blieb lange Zeit eine Ersatzroute für den Septimer. 1776 wurde eine schmale Strasse gebaut und von 1827 bis 1839 entstand eine moderne von Richard La Nicca konstruierte Kunststrasse. Diese Einfallsachse aus dem Bergell wurde im Ersten Weltkrieg von Infanterie- und Artillerieeinheiten besetzt.
Die starke Sperre Maloja hatte während des Zweiten Weltkriegs und der Armee 61 den Auftrag, den Zutritt vom Bergell zur Hochebene des Oberengadins zu sperren. Sie besteht aus drei Kampfanlagen und einem Unterstand.
Das Hauptwerk Maloja Kulm (A 7678) besteht aus zwei Etagen. Sein Name wurde dem in der Nähe gelegenen Hotel Maloja Kulm entlehnt. Jede Etage hat eine Mannschaftsunterkunft, die mit einem weitläufigen Tunnellabyrinth miteinander verbunden sind.
Die untere Etage des Hauptwerkes wirkte mit einer 9-cm-Panzerabwehrkanone (Pak) und drei Maschinengewehren (Mg) direkt auf die obersten Kehren der Südrampe des Malojapasses (Richtung Bergell). Das mit zwei Mg bewaffnete Gegenwerk (A 7679) zu diesem Bereich befindet direkt neben der Kantonsstrasse.
Die obere Etage wirkte mit zwei Mg als Passübergangssperre direkt über die Passsenke nach Westen zum mit zwei Mg bewaffneten Gegenwerk (A 7679) auf der anderen Talseite.

### Anlagen der Sperrstelle
Das Hauptwerk (A 7678) war als Eingang eines Hauses, Maloja Strasse (A 7679) als Stützmauer getarnt:
- Felsenwerk Maloja-Kaverne A 7677: Baujahr 1939, 2 Mg 51, 12 Mann ⊙
- Felsenwerk Maloja-Kulm A 7678: Baujahr 1939, 4.7-cm-Ik (später 9-cm-Pak), 5 Mg 51, 30 Mann ⊙
- Eingang und Mg-Stand A 7678 ⊙
- Mg-Stand A 7678 ⊙
- Pak-Stand, 4 Mg A 7678 ⊙
- Infanteriebunker Maloja-Strasse A 7679: 2 Mg ⊙
- Unterstand
- Unterkunftsbaracken
- Sprengobjekt ⊙[3]
- 12-cm-Zwillings-Festungsminenwerfer Pila A 7698 ⊙

## Sperrstelle Septimer

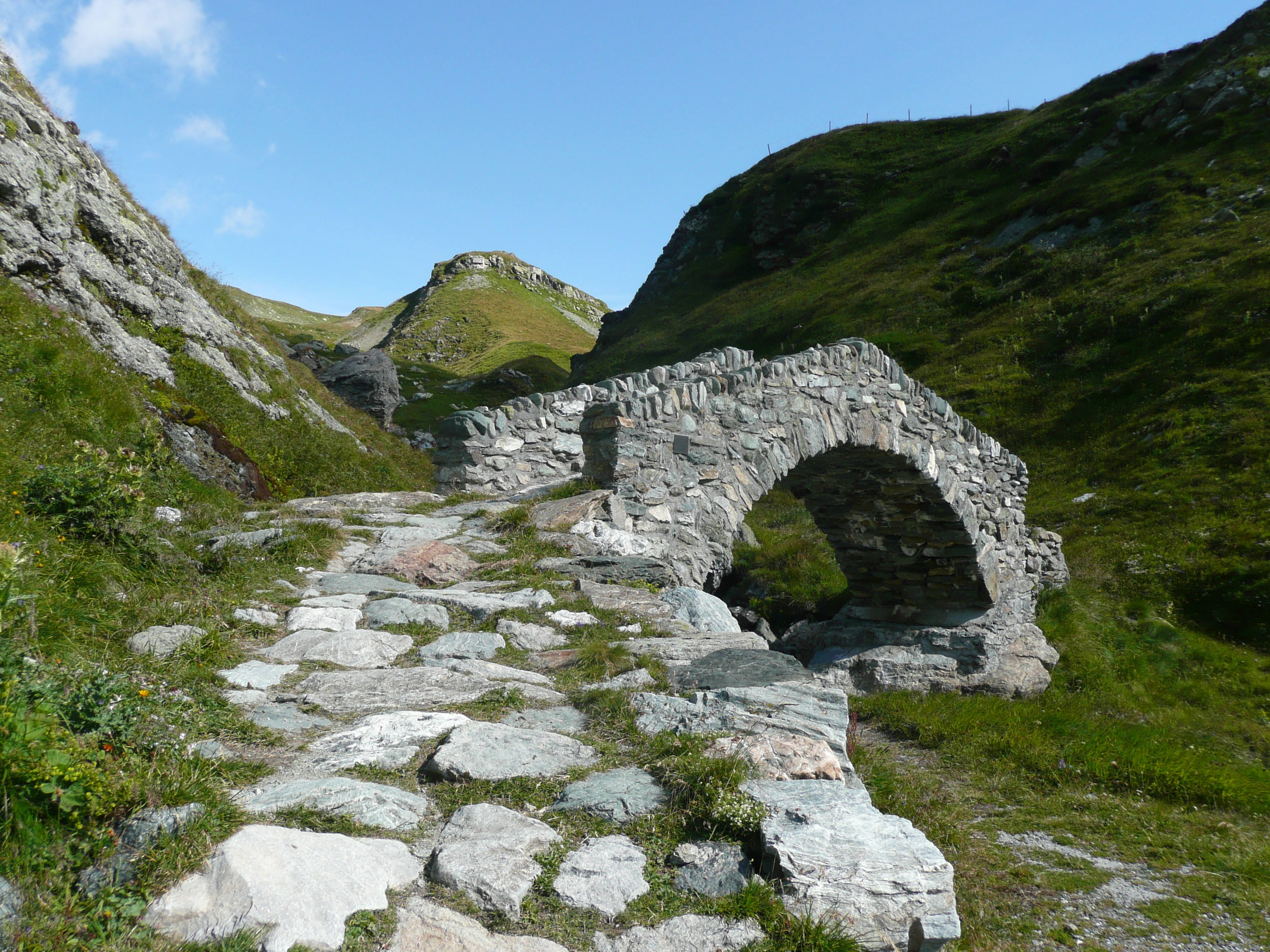
Historischer Passweg mit Felsenwerk Septimer Sporen A 7681 (hinten Mitte)

Der Septimerpass war seit der Römerzeit dank direkter Nord-Süd-Verbindung einer der wichtigsten Alpenübergänge. Oberhalb des Passweges auf 2340 m gab ein römisches Feldlager ⊙  aus der augusteischen Kaiserzeit, das Platz für drei Zelte für je etwa 200 Mann starke Einheiten bot. Es sicherte wahrscheinlich den wichtigen Nachschubweg für die römische Armee.
1473 gewann mit der Öffnung der Viamala die konkurrierende Untere Strasse über den Splügenpass gegenüber der Oberen Strasse über den Septimer an Bedeutung. Auch der regionale Verkehr verlagerte sich zunehmend auf die wesentlich sicherere parallel verlaufende Route über Julier- und Malojapas.
Während des Zweiten Weltkriegs hatte die Sperrstelle Septimer (Armeebezeichnung Nr. 1227, Gz Br 12) den Auftrag, die Umgehung der Sperrstellen Maloja und Julierpass mit vier Infanteriewerken zu verhindern. An den beiden Talflanken befindet sich eine Mg-Kaverne. Im Felskopf in der Talmitte liegt das Werk Sporren (A 7681) mit drei 3 Lmg-Stellungen (Schussrichtung nach links, rechts und vorne) und einem separaten Beobachterstand zur Überwachung des Passweges. Auf der rechten Talseite unterhalb des Werkes Sporren konnte eine Lmg-Stellung einen unübersichtlicher Abschnitt unterhalb der Sperre abdecken.
- Felsenwerk Septimer links A 7680: Mg ⊙
- Felsenwerk Septimer Sporen A 7681: 3 Lmg ⊙
- Infanteriebunker Septimer rechts vorne A 7682: Lmg ⊙
- Felsenwerk Septimer rechts, 1 Mg A 7683: Mg ⊙
- Gebirgsunterkunft ⊙

## Sperrstelle Julier

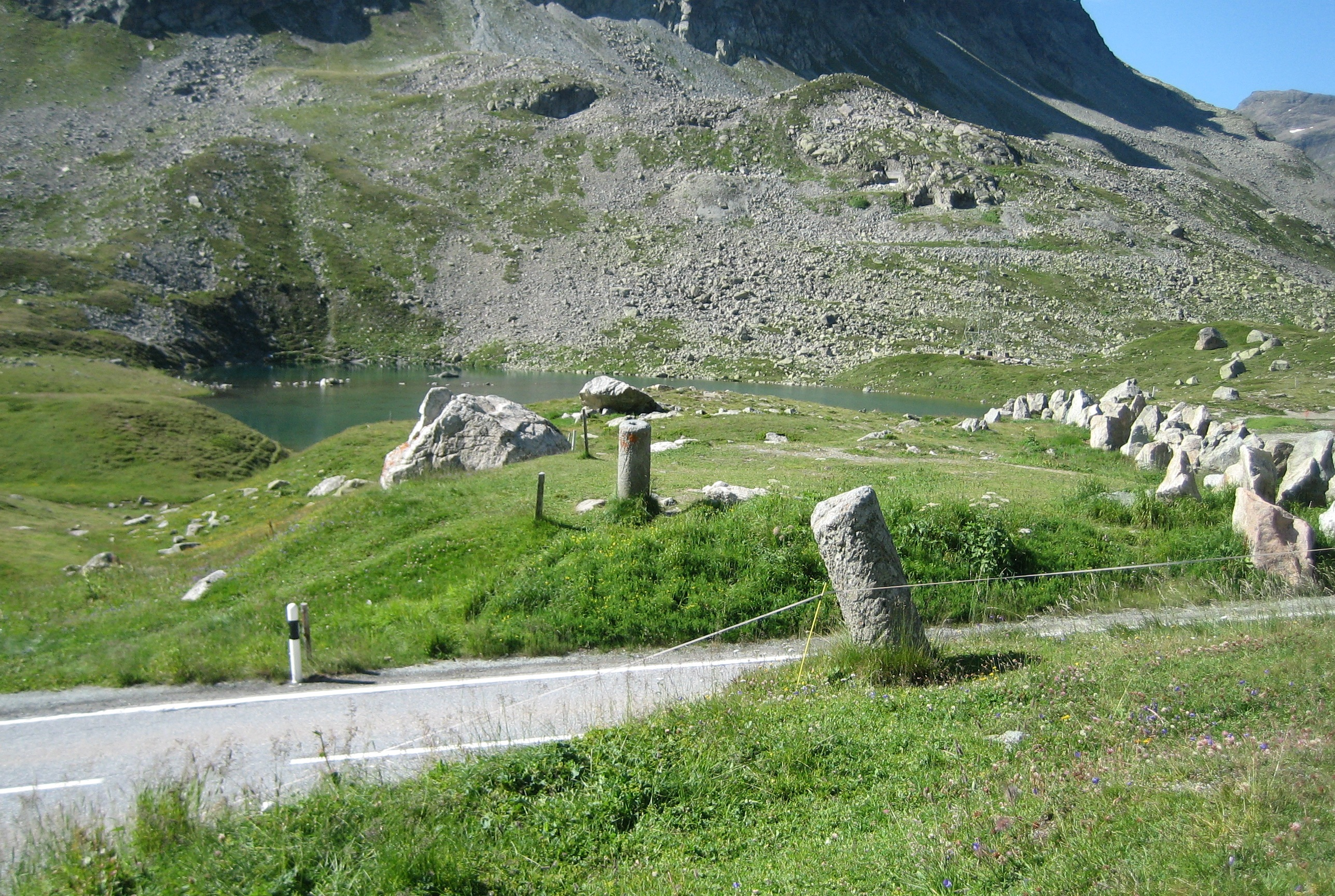
Römersäulen, GPH T 4056 und IW Julier rechts A 7687

Der Julier ist eine alte römische Verkehrsverbindung. Im Ersten Weltkrieg waren auf der Passhöhe Artillerie- und Infanteriestellungen eingerichtet.
Die Sperrstelle Julier (Armeebezeichnung Nr. 1228, Geb Div 12) war ein Schlüsselpass für den Durchmarsch vom Engadin ins Mittel-Graubünden. Die erste Tankbarrikade wurde im Oktober 1936 errichtet. Er wurde mit den zwei im Mai 1938 gebauten Hauptwerken Julier links (A 7686) und rechts (A 7687) mit Pak und Mg geschützt. Mit der Armee 61 wurde die Sperre mit einem 8,1-cm-Festungsminenwerfer 1956/60 (A 7665) verstärkt.
- Infanteriewerk Julier links A 7686: Felskaverne, 4.7-cm-Ik (später 9-cm-Pak), 2 Mg 51, 16 Mann ⊙
- Infanteriewerk Julier rechts  A 7687: Felswerk, 4.7-cm-Ik (später 9-cm-Pak), 2 Mg 51, 16 Mann ⊙
- Unterstand Julier Ost A 7692 ⊙
- GPH Julierpass T 4056 aus Steinblöcken, Baujahr 1939 ⊙
- 8.1-cm-Festungsminenwerfer A 7665 ⊙
- Atomschutzbunker ASU F 12227 ⊙

## Sperrstelle Mulegns
Die Sperrstelle Mulegns/Mühlen (Armeebezeichnung Nr. 1225, Geb Div 12) befindet sich im schwer umgehbaren Engnis nördlich des Dorfes Mulegns. Sie hatte Angreifer aufzuhalten, die am Julier- oder Septimerpass durchgebrochen wären.
Die knapp 400 m breite Talenge wird von einer drei Meter hohen Tankmauer durchzogen. Die Kantonsstrasse wurde mit Eisenelementen und das Flussbett der Julia mit einer Flusssperre aus Drahtseilen gesichert.
Das Hauptwerk (A 7691) befindet sich in der senkrechten Felswand auf der rechten Seite und das Gegenwerk (A 7690) auf der gegenüberliegenden Talseite. Um optimal auf die Sperre wirken zu können, waren die Pak Scharte (oben) und die Lmg-/Beob-Scharte (unten) in der gleichen Schartenöffnung übereinander angeordnet.
- Felsenwerk Mühlen rechts A 7690: Baujahr 1938/39 2.4-cm-Bunkerpanzerkanone Pz BK, 1 Lmg (später 2 Mg), 12 Mann  ⊙
- Felsenwerk Mühlen links A 7691: 4.7-cm-Ik (später 9 cm Pak), 1 Mg, Besatzung: 12 Mann  ⊙
- Tanksperre GPH T 4057 ⊙[9]

## Tourismusprojekt «Mythos Festung Engadin»
Der gemeinnützige Verein Pro Castellis hat die Sperrstelle Maloja und weitere Festungen im Engadin saniert und erhalten und das Hauptwerk Maloja Kulm (A 7678) als Museum der Öffentlichkeit zugänglich gemacht. 
Das Tourismusprojekt «Mythos Festung Engadin» öffnet Ende August 2020 die Panzertüren der grössten Passfestung Graubündens und veranstaltet Führungen in den Festungen Maloja und Albula sowie Tageswanderungen. 2021 kommen die Berninafestung und die Sperren von Susch und Flüela dazu. Ab 2022 sind Führungen, Wanderungen und ein Biketrail geplant, die zeitlich vom Mittelalter bis in die Gegenwart führen.
Der Eingang der Festung Maloja befindet sich oberhalb des Kulm-Kiosks.